# Andrzej Młynarczyk (alpinista)
Andrzej Młynarczyk (ur. 18 grudnia 1947 w Zgierzu, zm. 6 października 1978 na Makalu w Nepalu) – polski taternik, alpinista i himalaista, absolwent Wydziału Elektroniki Politechniki Warszawskiej. Wspinał się w Tatrach, Alpach, na Kaukazie, Hindukuszu, Karakorum i w Himalajach.
W 1974 r. wziął udział w pierwszym wejściu na Shispare (7611 m.)
Zginął w nocy z 5 na 6 października 1978 roku po zejściu lawiny w bazie u stóp Makalu.